# Yours for the Asking
Pour plus de détails, voir Fiche technique et Distribution.
Yours for the Asking est un film américain réalisé par Alexander Hall, sorti en 1936.

## Fiche technique
- Titre : Yours for the Asking
- Réalisation : Alexander Hall
- Scénario : Eve Greene (en), Harlan Ware et Philip MacDonald
- Direction artistique : Roland Anderson et Hans Dreier
- Photographie : Theodor Sparkuhl
- Montage : James Smith (en)
- Société de production : Paramount Pictures
- Pays de production : États-Unis
- Format : Noir et blanc - 1,37:1
- Genre : comédie romantique
- Durée : 72 minutes
- Date de sortie : 1936

## Distribution
- George Raft : Johnny Lamb
- Dolores Costello : Lucille Sutton
- Ida Lupino : Gert Malloy
- Reginald Owen : Dictionary McKinney
- James Gleason : Saratoga
- Edgar Kennedy : Bicarbonate
- Lynne Overman : Honeysuckle
- Richard 'Skeets' Gallagher : Perry Barnes
- Walter Walker : Mr Crenshaw
- Robert Gleckler (en) : Slick Doran
- Richard Powell : Benedict
- Louis Natheaux
- Keith Daniels